# Quinta de São Bartolomeu
Quintas de São Bartolomeu ist eine Gemeinde (Freguesia) im portugiesischen Kreis Sabugal. In ihr leben 171 Einwohner (Stand 19. April 2021).